# Władysław Braunstein
Władysław Braunstein (ur. 1859 w Winnicy, zm. 28 lutego 1931 w Warszawie) – polski przemysłowiec żydowskiego pochodzenia.

## Życiorys
Urodził się w 1859 w Winnicy. Po ukończeniu gimnazjum, podjął studia chemiczno-mechaniczne w Halli, by następnie przenieść się na Wyższą Akademię Handlową w Lipsku. Tam też uzyskał dyplom. Po odbyciu praktyk w zagranicznych firmach, powrócił do Polski i objął kierownictwo Dąbrowskiej Fabryki Maszyn i Odlewni w Dąbrowie Górniczej. Gdy fabrykę przejęła firma Fitzner i Gamper z Sosnowca, Braunstein przeniósł się do Warszawy i objął kierownictwo przedstawicielstwa na teren b. Królestwa Polskiego. Jego energia i zdecydowane działania wyparły zagraniczne firmy przy budowie kompletnych urządzeń dla cukrowni. Dzięki jego staraniom i inicjatywie rozpoczęto budowę nowych cukrowni Mała Wieś, Ostrowite, Chełmica, Dobre i Borowiczki. Szereg innych cukrowni zostaje przebudowanych i unowocześnionych, również przy wydatnym finansowaniu tych działań.
W 1899 został udziałowcem utworzonej spółki komandytowej pod nazwą Filharmonia Warszawska, celem spółki było m.in. wybudowanie budynku filharmonii, jego utrzymanie, stworzenie orkiestry i organizacja koncertów.
W 1908 zostaje powołany na prezesa zarządu firmy Cukrownia Chełmica SA. Piastuje wysokie stanowiska w tej cukrowni praktycznie do swojej śmierci. Prowadzi również interesy innych cukrowni na terenie Polski. Poza przemysłem cukrowniczym, zajmował się tworzeniem lub unowocześnianiem innych przedsiębiorstw, szczególny nacisk kładąc na chłodnie. Podczas I wojny światowej i zajęciu przez Niemców terenów b. Królestwa Polskiego zostaje jednym z współzałożycieli Towarzystwa Ubezpieczeń „Polonia” oraz Towarzystwa Asekuracyjnego „Vita”, w obu towarzystwach zasiadał w radach nadzorczych. W 1915 i 1916 był członkiem rzeczywistym Towarzystwa Popierania Pracy Rolnej i Rzemieślniczej wśród Żydów w Królestwie Polskim. W latach 1918–1919 sprawował funkcję członka Komisji Rewizyjnej Zarządu Towarzystwa Akcyjnego Fabryki Cukru i Rafinerii „Michałów”.
W 1920 wraz z dyr. Świerczewskim, Torżewskim, Billewiczem i inż. Eugeniuszem Kwiatkowskim był w grupie założycieli Polskiego Towarzystwa Gazowniczego SA, które wykupiło z rąk niemieckich gazownie w Oświęcimiu, Szczakowej i Tomaszowie Mazowieckim. Brał czynny udział w tworzeniu Zakładów Chemicznych „Grodzisk", destylarni drzewa w Białowieży „Hajnówka".
W 1925 zostaje wybrany na prezesa Polskiego Towarzystwa Gazowniczego, w 1927 jest w grupie założycieli Związku Producentów Terpentyny i Przetworów Drzewnych.
Oprócz wszystkich funkcji w przemyśle cukrowniczym, gazowniczym, ubezpieczeniowym – osobiście prowadzi w Warszawie Fabrykę Wyrobów Blaszanych Braunstein & Szamota.
W uznaniu zasług położonych na polu gazownictwa, w 1930 zostaje odznaczony Złotym Krzyżem Zasługi.